# Johann Philipp Krieger
Johann Philipp Krieger (soms ook: Kriger, Krüger, Kruger, Krugl of Giovanni Filippo Kriegher) (Neurenberg, 26 februari 1649 – Weißenfels, 6 februari 1725) was een Duitse componist, kapelmeester en organist. Hij was een zoon van het echtpaar Hanns Krieger (tapijtmaker) en Rosina Baumeister en de oudere broer van Johann Krieger. 

## Levensloop

### Jeugd, opleiding en werk in Kopenhagen
Krieger kreeg al  op achtjarige leeftijd piano- en orgelles bij Johann Drechsel, zelf muzikant en een leerling van Johann Jakob Froberger. Verder werd hij opgeleid bij de gambaspeler Gabriel Schütz (1633-1710), die hem het bespelen van strijk- en blaasinstrumenten leerde. Een bepalende invloed had de organist Paul Hainlein (1626-1686) bij zijn opleiding als organist en voor zijn latere beslissing muzikant en componist te worden. Op 16-jarige leeftijd vertrok hij naar Kopenhagen en studeerde bij organist Johann Schröder; soms verving hij Schröder als organist aan de Sint-Pieterskerk (Sankt Petri Kirke) in Kopenhagen. Tegelijkertijd studeerde hij muziektheorie en compositie bij de koninklijk Deense kapelmeester Kaspar Förster jr. (1616-1673). Koning Frederik III van Denemarken poogde hem aan Kopenhagen te binden en hij werd organist aan de "Onze-Lieve-Vrouwekerk" in Kopenhagen.

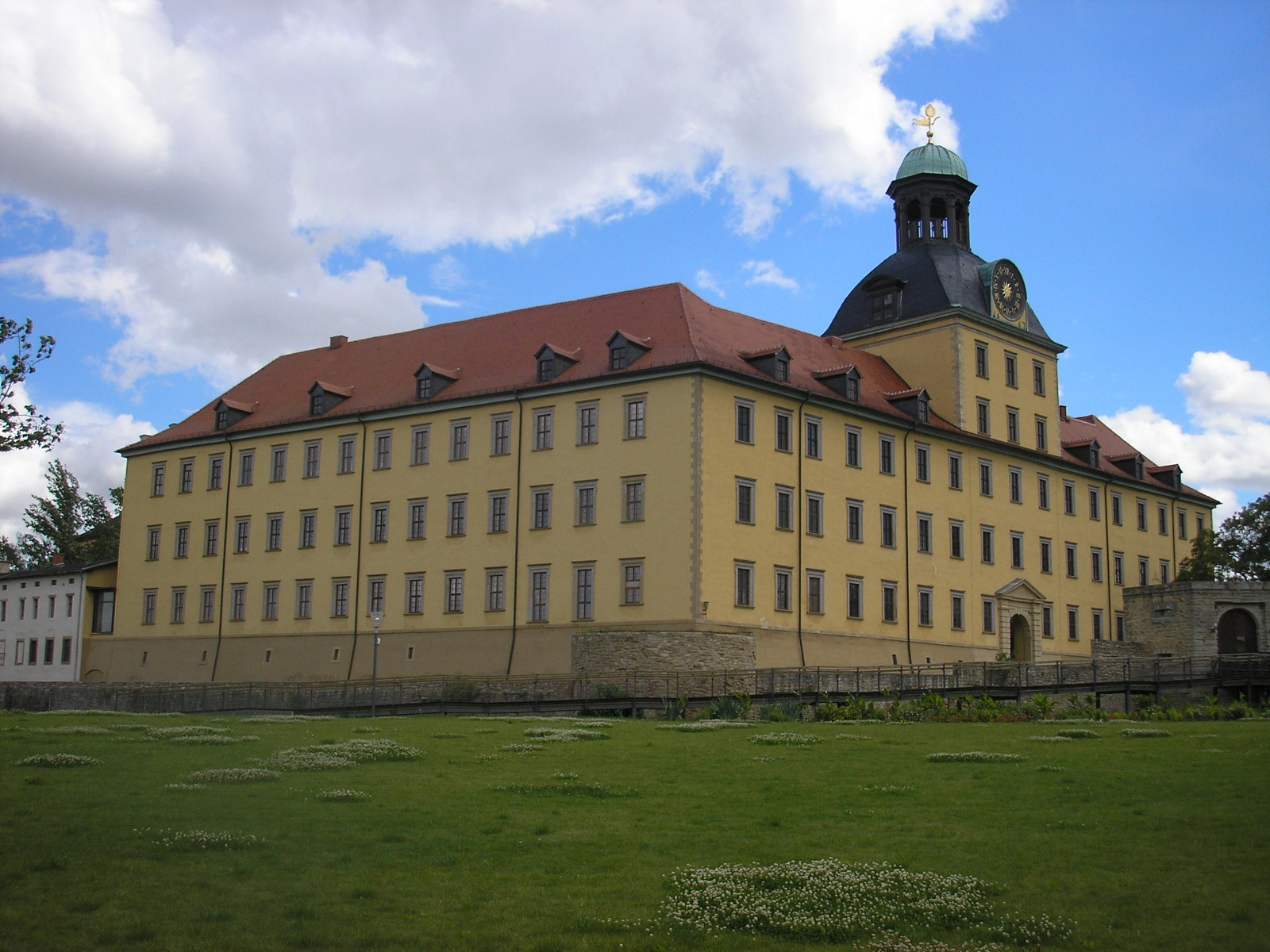
Slot Mauritsburcht in Zeitz

### Zeitz en Bayreuth
Rond 1669 kwam hij terug naar Neurenberg. In 1670/1671 was hij muzikant op slot Mauritsburcht aan het hof van Maurits van Saksen-Zeitz in Zeitz. Vervolgens werd hij organist aan het hof van markgraaf Christiaan Ernst van Brandenburg-Bayreuth in Bayreuth, waar hij later tot tweede kapelmeester bevorderd werd. Als gevolg van de oorlog, aan de zijde van de troepen van Keizer Leopold I tegen Frankrijk, en de daaruit resulterende onontkoombaarheid zijn muzikale activiteiten te beperken nam hij ontslag, maar kon de markgraaf nog er voor winnen een studie- en concertreis door Italië te steunen. 

### Studie- en concertreis door Italië
In 1674 reisde hij door Italië en concerteerde in Padua, Ferrara, Bologna, Florence en Napels. Er volgden studies in Venetië bij Johann Rosenmüller in compositie, alsook bij Giovanni Battista Volpe voor klavecimbel en bij Giovanni Rovetta (orgel). In Venetië raakte hij bevriend met Francesco Cavalli, Giovanni Legrenzi en Pietro Andrea Ziani. Verder studeerde hij in Rome bij Antonio Maria Abbatini (klavecimbel) en bij Bernardo Pasquini (compositie). Door Pasquini werd hem ook de gelegenheid geboden het orgel in de Pauselijke kapel te bespelen. In Rome leerde hij ook de geleerde Athanasius Kircher kennen. Opnieuw vertrok hij naar Venetië en studeerde opera. Op de reis terug naar Duitsland verbleef hij ook enige tijd in Wenen. Nadat hij voor Keizer Leopold I gemusiceerd had, werd hij op 10 oktober 1675 door hem in de adelstand verheven. Zijn in Italië aangekochte bladmuziek van Italiaanse componisten heeft hij in Wenen nog aangevuld met werken van Johann Heinrich Schmelzer en Johann Kaspar Kerll.

### Halle en Weißenfels

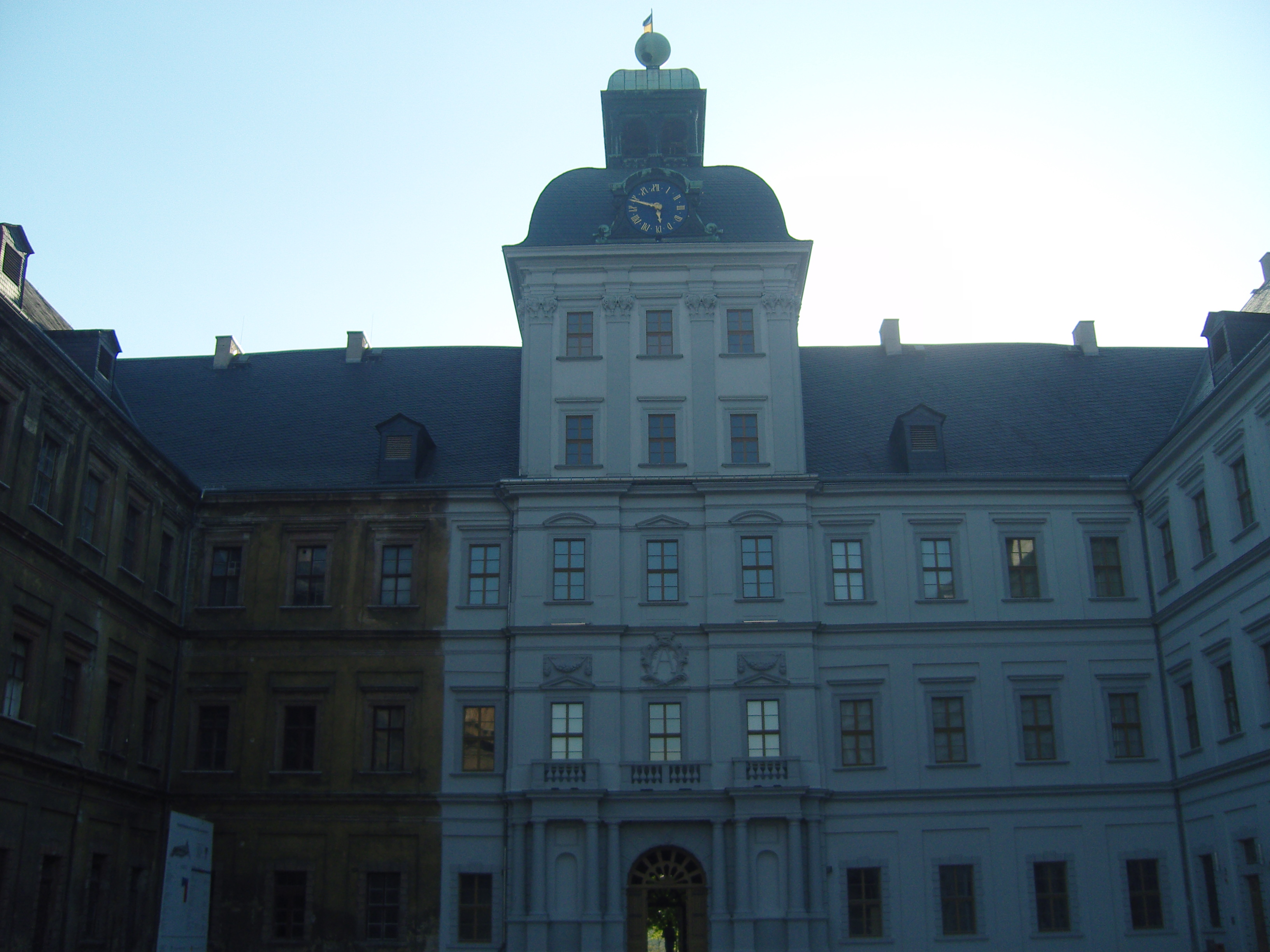
Slot Nieuw-Augustusburg in Weißenfels

Terug in Bayreuth werd hij weer in zijn oude functie aangesteld, maar al spoedig nam hij ontslag. Gedurende korte tijd maakte hij een concertreis binnen Duitsland. Hij was in Frankfurt am Main en in Kassel en werd in 1677 kamermusicus en hoforganist aan het hof van hertog August van Saksen-Weißenfels in Halle. Al spoedig werd hij bevorderd tot adjunct kapelmeester en verhuisde samen met de nieuwe hertog Johan Adolf I van Saksen-Weißenfels. Op slot Nieuw-Augustusburg in Weißenfels ontstonden tussen 1685 en 1717 acht veelstemmige instrumentale werken, die als voorbeeld voor het vroege Duitse "Concerto Grosso" worden gezien. Op 18 maart 1712 werd hij in Weißenfels tot kapelmeester benoemd. Verder was hij kapelmeester aan het hof van hertog Christiaan van Saksen-Eisenberg in Eisenberg. Krieger zette alle werken, die onder zijn leiding aan het hof in Weißenfels en Eisenberg werden uitgevoerd, op een lijst. Daaruit blijkt dat hij rond 2500 cantates heeft gecomponeerd, waarvan er rond 2200 spoorloos verdwenen zijn. Inmiddels zijn de muzikale werken van deze componist welhaast vergeten. 

### Familie
Hij was gehuwd met de vanuit Halle afkomstige Rosine Helene Nicolai (1666–1716), die tot de familie van Georg Friedrich Händel behoorde. Het echtpaar had samen vier kinderen, van wie zijn zoon Johann Gotthilf Krieger (1687-1743) hem als organist aan het hof in Weißenfels opvolgde. De dochter Johanna Rosina Krieger was later gehuwd met Gottfried Grünewald (1673–1739), die wederom hofkapelmeester in Darmstadt werd.

### Trivia
In Weißenfels is een straat naar hem vernoemd, de Johann-Philipp-Krieger-Straße.

## Composities (uittreksel)

### Missen en andere kerkmuziek
- 1685: - Magnificat, voor sopraan, alt, tenor, bas, gemengd koor en orkest
- 1686: - Die Gerechten werden weggerafft vor dem Unglück, treurmuziek voor sopraan, alt, tenor, bas, gemengd koor, viool, 2 viola da gamba, fagot en basso continuo - tekst: Jesaja, 57,1-2
- 1688: - Ich will in aller Noth
- 1689: - Ich harre des Herrn - Psalm 40, geestelijk concert voor alt (of bas), 2 violen en basso continuo
- 1690: - Quam admirabilis, quam venerabilis
- 1690: - Singet dem Herrn alle Welt
- 1692: - Lobe den Herren, meine Seele - Psalm 146, geestelijk concert voor sopraan (of tenor), 2 violen en basso continuo
- 1693: - Ecce nunc benedicite Domino, voor zangstem en orgel
- 1693: - Es stehe Gott auf (Psalm 68), geestelijk concert voor sopraan (of tenor) 2 violen en basso continuo
- 1693: - Freuet euch des Herrn - Psalm 33, geestelijk concert voor tenor (of sopraan), viool en basso continuo
- 1693: - Gott, man lobet dich in der Stille - Psalm 65 (uit "Musicalischer Seelen-Frieden"), geestelijk concert voor sopraan (of tenor) 2 violen en basso continuo
- 1693: - Ich will den Herrn loben allezeit - Psalm 34, geestelijk concert voor alt (of bas), 2 violen en basso continuo
- 1693: - Musicalischer Seelen-Frieden - Ach Herr, wie ist meiner Feinde so viel, voor zangstem, 2 violen en basso continuo
- 1693: - Rühmet den Herrn
- 1694: - Der Herr ist mein Licht
- 1695: - Benedicam Dominum in omni tempore
- 1695: - Meine Seele harret nur auf Gott
- 1696: - Herr, warum trittest du so ferne
- 1697: - Herr auff dich trau ich - Psalm 31 (uit "Musicalischer Seelen-Frieden"), voor zangstem, 2 violen en basso continuo[4]
- 1699: - Fortunae ne crede est
- - Begräbniss-Andacht bey der Leiche eines lieben Kindes "Wer will mich nun von Jesu", voor gemengd koor en orgel[6]
- - Missa in G majeur, voor sopraan, alt, tenor bas en orkest
- - Weynacht-Andacht "Ihr Hirten verlasset", voor sopraan, 2 hobo's, fagot en basso continuo[6]

### Muziektheater
(alle werken voor het muziektheater zijn spoorloos verdwenen)

#### Opera's
| Voltooid in | titel                                                | aktes | première                    | libretto     |
| ----------- | ---------------------------------------------------- | ----- | --------------------------- | ------------ |
| 1681        | Die drey Charites                                    |       | 4 juni 1681, Weißenfels     |              |
| 1686        | Die bewährte Liebes-Kur                              |       | 1686, Eisenberg             |              |
| 1688        | Cecrops Mit seinen drey Töchtern                     |       | 2 november 1688, Weißenfels | Paul Thymich |
| 1689        | Die ausgesöhnte Eifersucht oder Cephalus und Procris |       | 1689, Weißenfels            | Paul Thymich |
| 1690        | Der Großmüthige Scipio                               |       | 2 november 1690, Weißenfels | Paul Thymich |
| 1690        | Der wahrsagende Wunderbrunnen                        |       | 1690, Weißenfels            |              |
| 1696        | Die lybische Talestris                               |       | 1696, Weißenfels            |              |
| om 1700     | Phoebus und Irene                                    |       | om 1700, Weißenfels         |              |

#### Zangspelen
| Voltooid in       | titel                                                                 | aktes | première              | libretto                     |
| ----------------- | --------------------------------------------------------------------- | ----- | --------------------- | ---------------------------- |
| 1683              | Der Höllen-Stürmende Liebes-Eifer, Orpheus und Eurydice, zangspel     |       | 7 mei 1683, Eisenberg |                              |
| 1688              | Die glückselige Verbindung des Zephyrs mit der Flora                  |       | 1688, Weißenfels      | Paul Thymich                 |
| 1688              | Von der gedrückten und wieder erquickten Eheliebe, treur-/vreugdespel |       | 1688, Weißenfels      |                              |
| na 1689 voor 1692 | Der wiederkehrende Phoebus                                            |       | Weißenfels            |                              |
| 1693              | Wettstreit der Treue herdersspel                                      |       | 1693, Braunschweig    | Friedrich Christian Bressand |
| 1693              | Hercules unter den Amazon                                             |       | 1693, Weißenfels      | Friedrich Christian Bressand |
| 1696              | Phoebus und Iris                                                      |       | 1696, Weißenfels      |                              |

#### Tafelmuziek
- 1681: - Die Demuth - tekst: Johann Riemer
- 1684: - Die unverwandelte Daphne In der beständigen Helena, avondmuziek - tekst: Johann Riemer
- na 1692: - Flora, Ceres und Pomona, maskerade - tekst: Philipp Christian Heustreu
- 1692: - Mars und Irene - tekst: Philipp Christian Heustreu - première: 2 november 1692, Weißenfels
- 1693: - Ganymedes und Juventas - tekst: Philipp Christian Heustreu
- 1694: - Das frohe Gemüte durch himmlische Güte - tekst: Philipp Christian Heustreu
- 1695: - Chronus, Apollo, Fortuna, Constantia - tekst: Philipp Christian Heustreu
- 1695: - Die glückliche Vereinigung des Verhängnüßes, der Tugend und der Zeit - tekst: August Bohse
- 1696: - Unterthänigstes Freuden-Opfer - tekst: August Bohse
- 1707: - Tafelmusik bei der Rückkehr Joh. Georgens und Frederica Elisabeth aus dem Emser-Bade - tekst: Johann August Meister

### Vocale muziek

#### Cantates
- 1670/1688: - Surgite cum gaudio, cantate voor sopraan en instrumenten
- 1687: - Singet dem Herrn, cantate voor sopraan, alt, tenor, bas, gemengd koor, 2 violen, 3 altviolen, fagot en basso continuo
- 1688: - Ein feste Burg ist unser Gott, koraal cantate voor gemengd koor en orkest
- 1688: - Heut singt die werte Christenheit, paascantate voor sopraan, bas, tweestemmig koor, trompet, 2 violen en basso continuo
- 1688: - O Jesu, du mein Leben, Epifanie cantate voor alt, viool, viola da gamba en basso continuo
- 1689: - Wo willst du hin, weil's Abend ist, cantate voor 2 sopranen (of 2 tenoren) en klavecimbel - tekst: Angelus Silesius
- 1690: - Der Herr ist mein Hirt - Psalm 23, cantate voor sopraan, viool en basso continuo
- 1696: - Träufelt, ihr Himmel, von oben, kerst cantate voor sopraan (of tenor), 2 hobo's (of 2 blokfluiten, of 2 dwarsfluiten, of 2 violen), altviool, cello en basso continuo
- 1697: - Uns ist ein Kind geboren, cantate voor sopraan, alt, bariton, gemengd koor, 2 violen, cello en basso continuo
- 1699: - Rufet nicht die Weisheit, cantate voor sopraan, alt, tenor, bas, strijkorkest en orgel
- - Der Herr ist mein Licht, cantate voor sopraan, bas, 2 violen en basso continuo
- - Heilig ist der Herr, kleine cantate voor gemengd koor, hobo, strijkorkest en orgel
- - Mein Gott, dein ist doch alles, cantate voor 2 sopranen, bas, 2 violen en basso continuo
- - Rose im Thal, cantate[6]
- - Singet dem Herrn, alle Welt - Psalm 96 (uit "Musicalischer Seelen-Frieden"), cantate voor bas (of alt), 2 trompetten en basso continuo
- - Singet fröhlich Gotte - Psalm 81 (uit "Musicalischer Seelen-Frieden"), cantate voor alt (of bas), 2 trompetten, viool en basso continuo

#### Liederen
- 1690: - Aria's en duetten uit "Der wiederkehrende Phöbus", voor sopraan, tenor en klavecimbel[6]
- 1690: - Lebe, lebe du Durchlauchtges Haupt! - aria vanuit "Der wiederkehrende Phöbus", voor sopraan en klavecimbel[6]
- 1692: - Drie selecties uit "Der grossmüthige Scipio", voor zangstem en klavecimbel[6]
- 1692: - So spinnen die Parcen - uit "Ehe-Liebe", voor 3 sopranen en klavecimbel[6]
- - Quam admirabilis, voor tenor, 2 violen en basso continuo[6]
- - Vierundzwanzig Lieder und Arien, voor een zangstem en basso continuo[8]
- - Wurst wider wurst, suite naar liederen voor sopraan, alt, tenor, bas, klavecimbel (of piano), trompet en contrabas
  1. Wurst wider Wurst
  2. Die Frauen wider die Männer
  3. Theobald in Geldnöten
  4. Die Mäner wider die Frauen

### Kamermuziek
- 1688: - XII Sonate à due Violini
- 1693: - XII suonate a doi, voor viool en viola da gamba, op. 2
- 1704: - Suite nr. 2 uit "Lustige Feldmusic", voor strijkkwintet
- 1704: - Lustige Feldmusic, voor vier blaas- of andere instrumenten